# Roland Bertin
Roland Bertin (16 tháng 11 năm 1930 – 20 tháng 2 năm 2024) là một nam diễn viên sân khấu và điện ảnh người Pháp. Ông đã tham gia ít nhất 100 bộ phim và chương trình truyền hình từ năm 1970 trở đi. Bertin qua đời vào ngày 20 tháng 2 năm 2024, hưởng thọ 93 tuổi.